# 義成王后
義成王后（?—?）金氏，《三国遗事》作資成王后、懿成王后、孝資王后，新羅第53代君主神德王朴景暉的夫人。
義成王后是第49代君主憲康王的女儿，嫁给朴景暉。孝恭王十六年（912年），義成王后的兄弟孝恭王死后，没有儿子，國人推戴朴景暉为王，即神德王。朴氏重新统治新罗。神德王元年（912年）五月，神德王追尊父亲乂謙爲宣聖大王，母爲貞和太后，妃爲義成王后，立子朴昇英爲王太子。

## 家族
- 父亲：49代王憲康王
- 母亲：懿明夫人
  - 妹妹：桂娥太后，56代王敬顺王的母亲
  - 兄弟：52代王孝恭王
  - 丈夫：53代王神德王
    - 儿子：54代王景明王朴昇英
    - 儿子：55代王景哀王朴魏膺